# Чарлијеви анђели (филм из 2019)
Чарлијеви анђели (енгл. Charlie's Angels) амерички је филм из 2019. године чији је режисер Елизабет Бенкс, која је такође написала сценарио, из приче чији су аутори Иван Спилиотопоулос и Дејвид Оберн. Представља трећи део у филмској серији Чарлијеви анђели, која је заснована на истоименој телевизијској серији чији су творци Иван Гоф и Бен Робертс и представља самосталан филм у оригиналној серији и претходним филмовима.
Главне улоге тумаче Кристен Стјуарт, Науми Скот, Ела Балинска, Ноа Сентинео, Џимон Хансу, Елизабет Бенкс и Патрик Стјуарт. Филм је издат 15. новембра 2019. године од стране Сони пикчерса.

## Радња
Чарлијеви анђели су увек пружали безбедносне и истраживачке вештине приватним клијентима, а сада се Таунсенд агенција проширила на међународном плану, са најпаметнијим, најнеобузданијим, најкомпетентнијим женама широм света — више тимова анђела вођени вишеструким Бослејевима који су преузели најтеже послове широм света. Када млади системски инжењер звижди звиждаљку о опасној технологији, ти анђели су позвани у акцију, стављајући своје животе на линију да би заштитили све нас.